# Olympische Sommerspiele 1996/Teilnehmer (Paraguay)
| Gelbes Symbol für Goldmedaillen mit stilisierten Olympischen Ringen | Graues Symbol für Silbermedaillen mit stilisierten Olympischen Ringen | Braundes Symbol für Bronzemedaillen mit stilisierten Olympischen Ringen |
| ------------------------------------------------------------------- | --------------------------------------------------------------------- | ----------------------------------------------------------------------- |
| —                                                                   | —                                                                     | —                                                                       |

Paraguay nahm an den Olympischen Sommerspielen 1996 in Atlanta, USA, mit einer Delegation von sieben Sportlern (sechs Männer und eine Frau) teil.

## Teilnehmer nach Sportarten

### Fechten
- Bruno Cornet
Säbel, Einzel: 40. Platz

### Judo
- Jorge Pacce
Leichtgewicht: 21. Platz

### Leichtathletik
- Ramón Jiménez-Gaona
Diskuswerfen: 16. Platz in der Qualifikation

- Edgar Baumann
Speerwerfen: 20. Platz in der Qualifikation

### Schwimmen
- Alfredo Carrillo
50 Meter Freistil: 57. Platz

- Verónica Prono
Frauen, 50 Meter Freistil: 49. Platz

### Segeln
- Constantino Scarpetta
Finn-Dinghy: 53. Platz